# Agenda Building
Der Begriff Agenda-Building ist von den Medienwissenschaftlern Gladis E. Lang und Kurt Lang (Lang und Lang) im Zusammenhang mit der Watergate-Affäre geschaffen worden. Sie meinen damit den Prozess des aktiven Einwirkens von politischen und medialen Akteuren auf die Medienagenda. Dieser Prozess dient der Einflussnahme auf die politische Themenpräsenz in den Massenmedien. Wo es Agenda-Building gibt, gelangen politische Themen als Produkt einer Interessenabstimmung zwischen Politik und Massenmedien in die politische Öffentlichkeit.

## (Weiterführende) Literatur
- Gladis E. Lang, Kurt Lang: Watergate: An Exploration of the Agenda-Building Process. In: Cleveland Wilhoit, Harold de Bock (Hrsg.): Mass Communication Review Yearbook. Vol. 2. Sage, Beverly Hills 1981.
- Ullrich Sarcinelli (Hrsg.): Politikvermittlung und Demokratie in der Mediengesellschaft. Beiträge zur politischen Kommunikationskultur. Bundeszentrale für politische Bildung, Bonn 1998.
- Winfried Schulz: Politische Kommunikation, Theoretische Ansätze und Ergebnisse empirischer Forschung zur Rolle der Massenmedien in der Politik. Westdeutscher Verlag, Opladen 1997.